# Sunflower Furano (ferry de 1993)
Le Sunflower Furano (さんふらわあ ふらの, Sanfurawā Furano) est un ferry ayant appartenu à la compagnie japonaise MOL Ferry. Construit entre février et novembre 1993 aux chantiers Mitsubishi Heavy Industries de Shimonoseki pour la compagnie Higashi Nihon Ferry, il portait à l'origine le nom de Hestia (へすていあ, Hesuteia). Mis en service en novembre 1993 sur les lignes reliant Honshū à Hokkaidō par la côte Pacifique, il sera par la suite transféré au sein de la flotte de MOL Ferry en 2007 et sera rebaptisé Sunflower Furano. Remplacé en 2017 par le nouveau Sunflower Furano, il est cédé cette année-là à un armateur indonésien qui le renomme Golden Pearl III. Revendu en 2018 à la compagnie Atosim Lampung Pelayaran, il navigue actuellement sous le nom de Mutiara Berkah II entre les îles de Java et Sumatra.

## Histoire

### Origines et construction
Depuis la fin des années 1980, la compagnie Higashi Nihon Ferry mène une importante stratégie de développement qui se traduit par l'ouverture de nouveaux itinéraires reliant Honshū à Hokkaidō par la mer du Japon et le renouvellement de la flotte en service, initié en 1987 avec l'imposant Varuna, mis en service sur les lignes du Pacifique. Ce renouvellement s'est ensuite poursuivi avec le Victory en 1989 puis les jumeaux Hermes et Hercules, inaugurés en 1990 et en 1992 sur les lignes de la mer du Japon. Sur les liaisons du Pacifique, la compagnie envisage au début des années 1990 de proposer un renfort au Victory sur l'itinéraire reliant Ōarai et Muroran. C'est dans ce contexte que la commande d'un troisième sister-ship des ferries Hermes et Hercules est passée aux chantiers Mitsubishi Heavy Industries de Shimonoseki.
Baptisé Hestia, en référence à la déesse Hestia, divinité du feu et du foyer dans la mythologie grecque, le navire est mis sur cale le 2 février 1993 et lancé 8 juillet. Achevé durant presque quatre mois, il est livré à Higashi Nihon Ferry le 10 novembre.

### Service

#### Higashi Nihon Ferry (1993-2007)

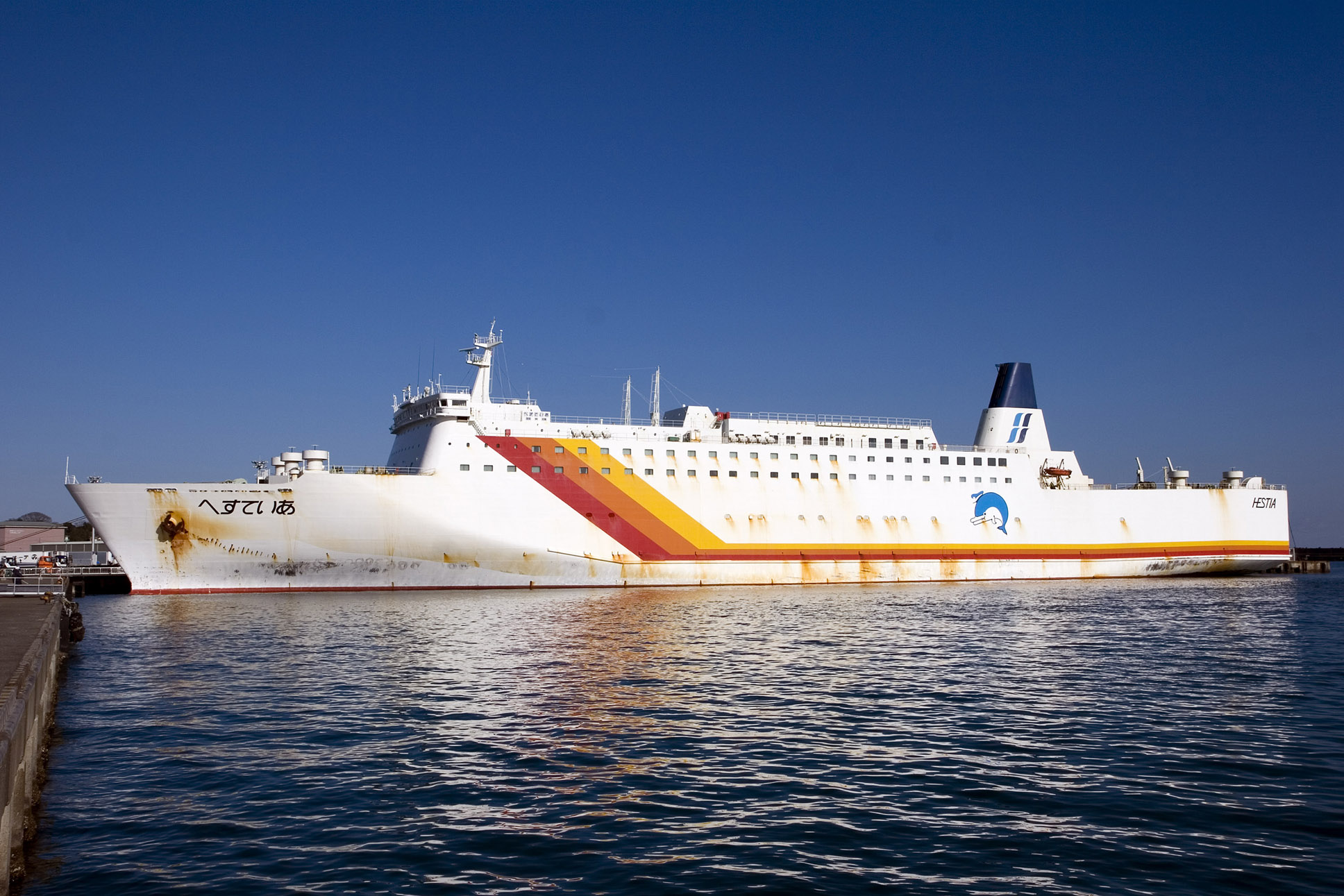
L‘Hestia à Ōarai en 2007, peu de temps avant son transfert sous les couleurs de MOL Ferry.

L‘Hestia est mis en service le 18 novembre 1993 entre Ōarai et Muroran. Son arrivée permet alors à Higashi Nihon Ferry de proposer six traversées par semaine sur cette ligne. 
À partir de juin 2002, Higashi Nihon Ferry, alors en proie à d'importantes difficultés financières, est forcée de lier un partenariat avec sa rivale MOL Ferry sur les liaisons entre Ōarai, Muroran et Tomakomai. Ainsi, l‘Hestia est employé conjointement par les deux armateurs.
Le 24 octobre 2006, alors qu'il s'apprête à achever une traversée vers Ōarai par mauvais temps, le navire est frappé par une série de fortes vagues provoquant la chute de 56 remorques dans les garages. Trois passagers et quatre membres de l'équipage seront légèrement blessés et 31 véhicules seront endommagés.
En raison de sa situation financière préoccupante, Higashi Nihon Ferry prend fin 2006 la décision de se retirer du port d'Ōarai à partir de janvier 2007. En conséquence, il est annoncé que l‘Hestia intégrera la flotte de MOL Ferry.

#### MOL Ferry (2007-2017)
Transféré sous les couleurs de MOL Ferry, le navire est rebaptisé Sunflower Furano le 30 janvier 2007. Il est également repeint avec la livrée au tournesol, emblème de l'armateur. Une fois mis au standards de son nouveau propriétaire, il reprend du service entre Ōarai et Tomakomai en compagnie du Sunflower Sapporo, l'ex-Varuna d'Higashi Nihon Ferry qui avait intégré la flotte de MOL Ferry en 2005.
Le 11 mars 2011, alors que la côte Pacifique du Tōhoku vient d'être frappée par un puissant séisme, le Sunflower Furano, se trouvant à Ōarai au moment des faits, est contraint de quitter le port en urgence après l'annonce de l'arrivée imminente d'un tsunami. En quittant Ōarai, le navire fait sonner sa corne de brume, ce qui aurait incité certains habitants à fuir les lieux pour se mettre en sécurité,. Les dégâts occasionnés par ce tsunami entraîneront la suspension des traversées entre Ōarai et Tomakomai jusqu'au 6 juin. Durant cette période, le Sunflower Furano sera utilisé par les Forces japonaises d'autodéfense pour des opérations logistiques entre Tomakomai et Aomori.
En 2014, MOL Ferry envisage la construction de nouvelles unités destinées à remplacer le Sunflower Furano et le Sunflower Sapporo. Ces deux navires tendent en effet à devenir vétustes, et l'évolution des attentes de la clientèle, désireuse de plus de confort, impose alors à la compagnie le renouvellement de la flotte.
Supplanté en 2017 par le nouveau Sunflower Furano, le navire achève sa dernière traversée commerciale pour le compte de MOL Ferry le 11 mai entre Tomakomai et Ōarai. Tandis que son successeur prend la relève, le Sunflower Furano est vendu à un armateur indonésien. Renommé Golden Pearl III le 12 mai, il quitte Ōarai le lendemain pour rejoindre l'Indonésie sous pavillon de complaisance mongol. L'année suivante, il est revendu à un autre armateur indonésien, la société Atosim Lampung Pelayaran (ALP).

#### Atosim Lampung Pelayaran (depuis 2018)
Réceptionné par son nouveau propriétaire, le navire change une nouvelle fois de nom et devient le Mutiara Berkah II. Mis au standards de son nouvel exploitant, il est repeint avec une livrée copiée sur celle de la compagnie japonaise Meimon Taiyō Ferry, à qui ALP avait acheté un navire et l'avait mis en service en conservant ses couleurs. Le Mutiara Berkah II arbore ainsi une coque bleue avec l'inscription « City Line » et une cheminée rouge avec le logo ALP. Il entame sa nouvelle carrière courant 2018 entre les îles de Java et Sumatra.

## Aménagements
Le Sunflower Furano possède 9 ponts désignés par ordre alphabétique. Si le navire s'étend en réalité sur 11 ponts, deux d'entre sont inexistants au niveau des garages afin de permettre au navire de transporter du fret. Les locaux passagers occupent les ponts A, B et C tandis que l'équipage loge à l'avant des ponts A et B. Les garages se situent sur les ponts D, E et F.

### Locaux communs
Les aménagements du Sunflower Furano sont situés sur les ponts A, B et C. À l'époque japonaise, le navire était équipé d'un restaurant et d'un salon sur le pont A, d'une salle d'arcade et de bains publics traditionnels (sentō) sur le pont B et d'une boutique et d'un cinéma et sur le pont C. 
Malgré la vente du navire en Indonésie, les aménagements ont conservé leur disposition originale.

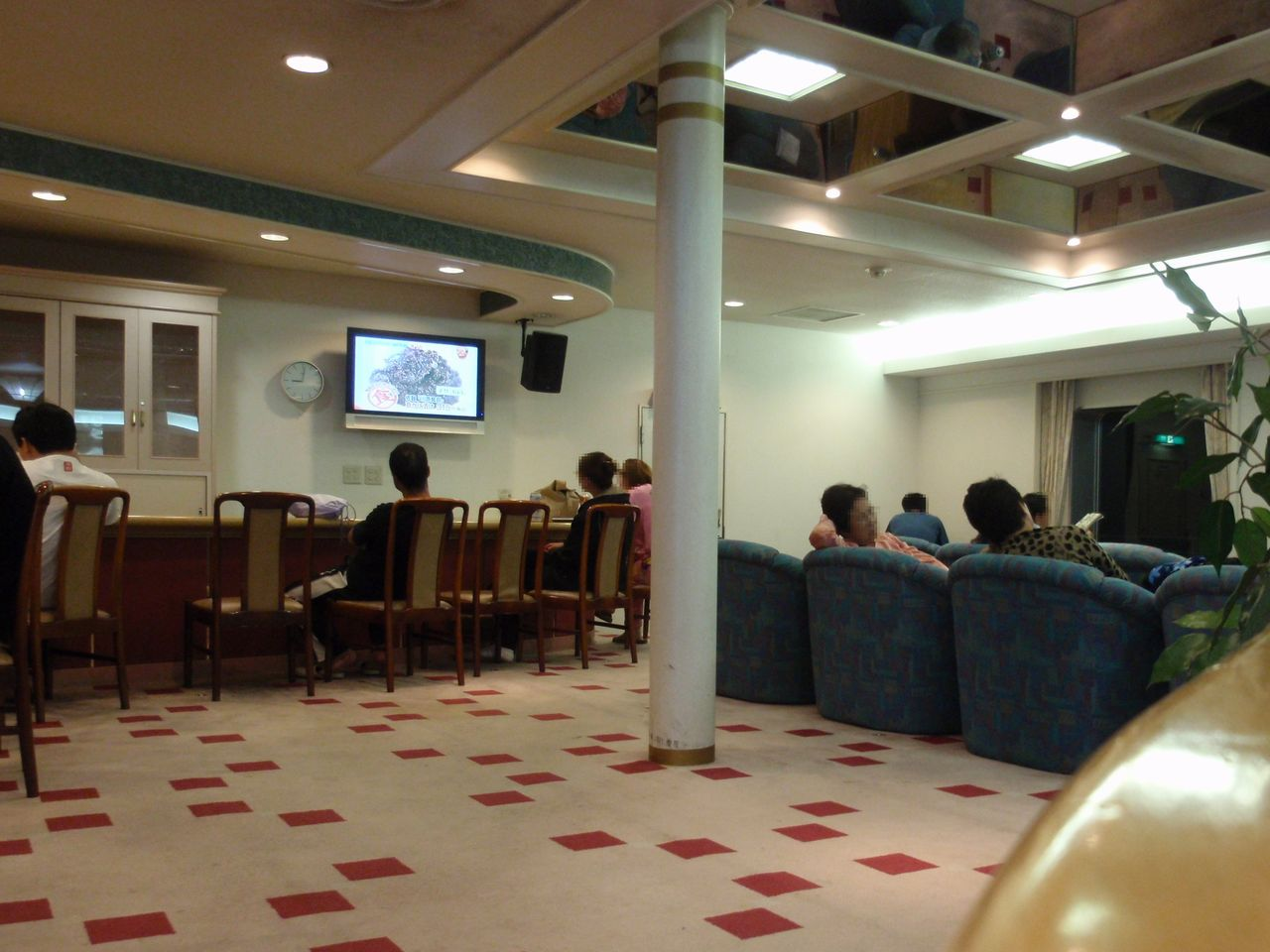
Le salon situé au pont A.
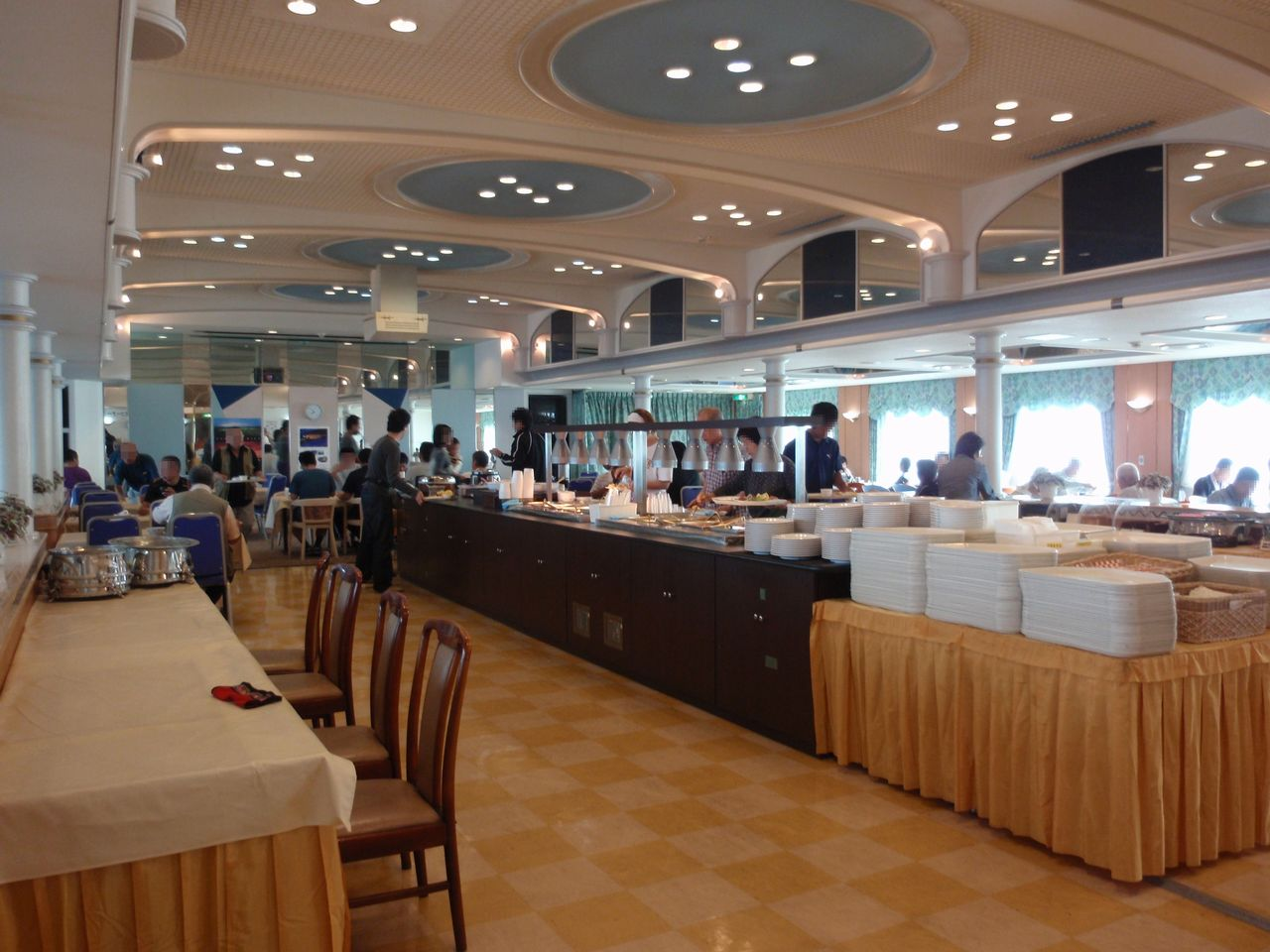
Le restaurant, sur le pont A.
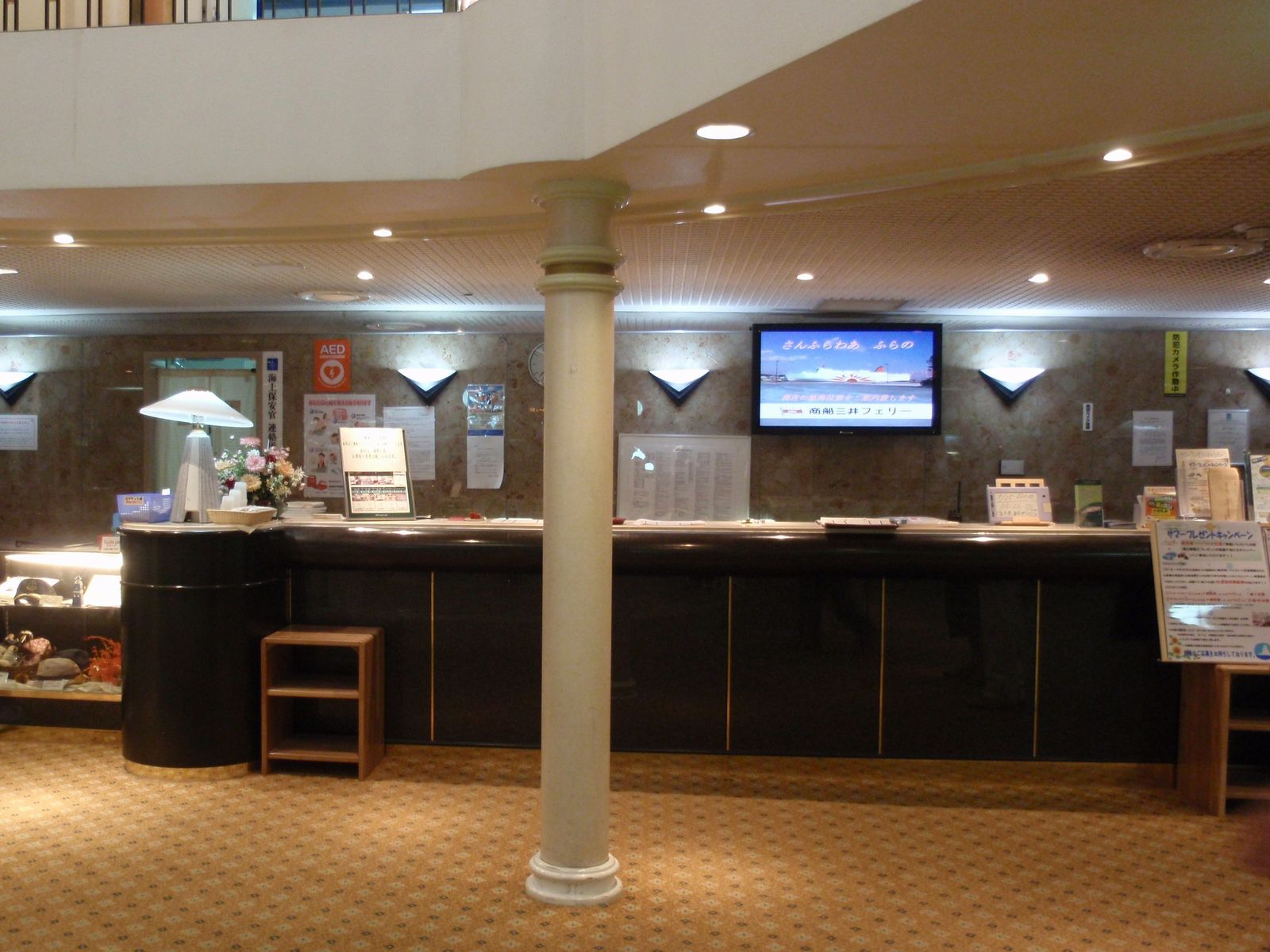
Bureau information sur le pont C.

### Cabines
À bord du Sunflower Furano, les cabines sont situées sur les ponts B et C. Le navire est équipé d'une suite d'une capacité de deux passagers, 28 cabines Deluxe pouvant accueillir deux personnes, 48 cabines Standard à quatre, 14 dortoirs Casual à douze, et enfin, cinq dortoirs Economy pouvant accueillir un total de 182 personnes. La suite ainsi que les cabines Deluxe sont équipées de sanitaires privés.
Sous les couleurs de Atosim Lampung Pelayaran, la disposition des cabines a probablement été conservée.

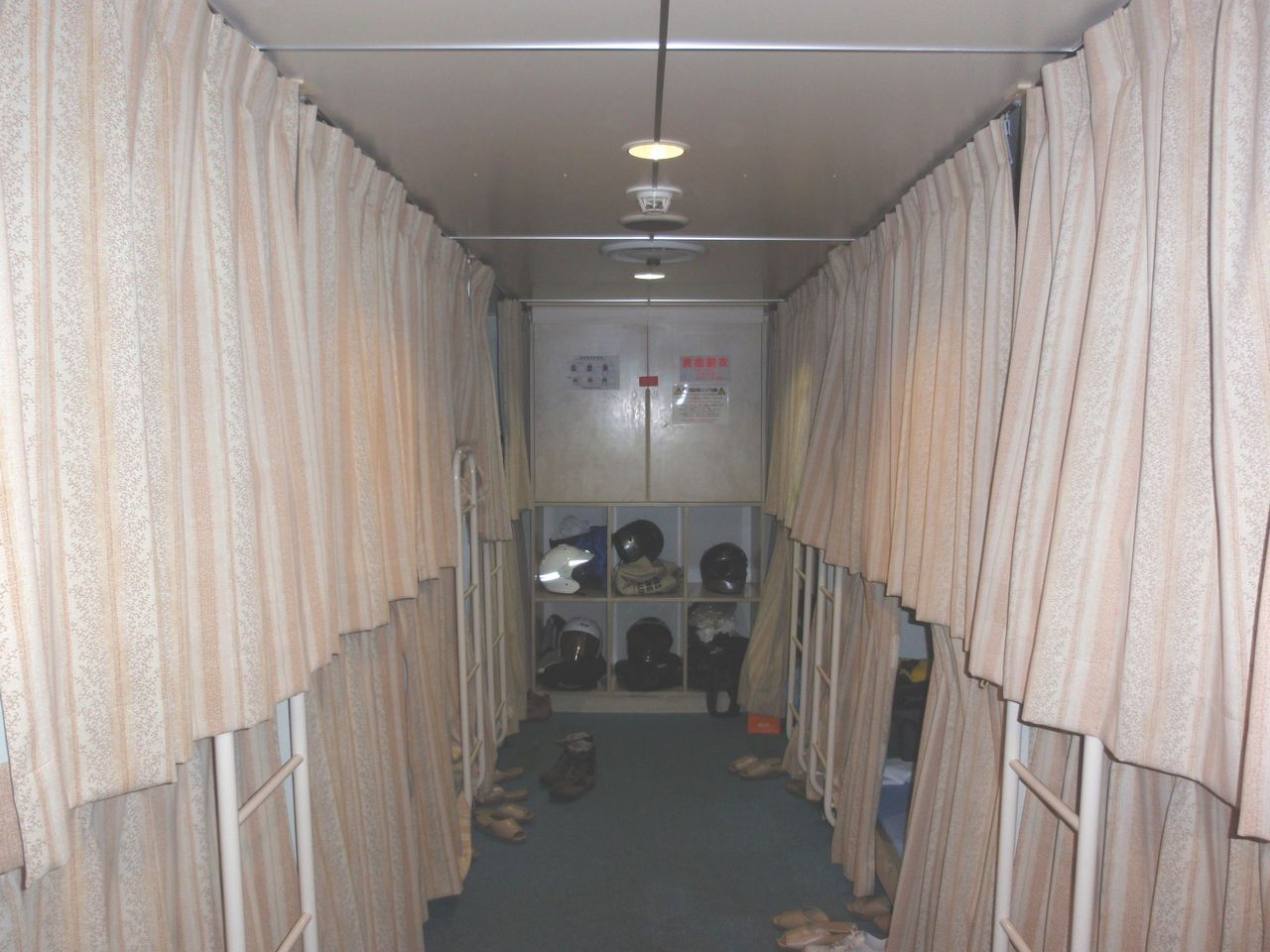
Dortoir Casual pouvant accueillir 12 personnes.

## Caractéristiques
Le Sunflower Furano mesure 192 mètres de long pour 27 mètres de large, son tonnage est de 13 539 UMS (ce qui n'est pas exact, le tonnage des car-ferries japonais étant défini sur des critères différents). Capable d'embarquer 703 passagers, il pouvait à l'origine transporter au sein de son garage 100 véhicules et 180 avant que sa capacité ne soit ramenée à 77 véhicules et 154 remorques. Sur trois niveaux, le garage accessible au moyen de deux porte rampe latérales situées à la proue et à la poupe du côté tribord ainsi qu'une porte axiale arrière. La propulsion du Sunflower Furano est assurée par deux moteurs diesel Nippon Kokan-SEMT Pielstick 12PC4-2V développant une puissance de 35 600 chevaux entraînant deux hélices à pas variables faisant filer le bâtiment à une vitesse de 24 nœuds. Il est aussi doté de deux propulseurs d'étrave, d'un propulseur arrière ainsi que d'un stabilisateur anti-roulis. Les dispositifs de sécurité sont essentiellement composés de radeaux de sauvetage mais aussi d'une embarcation semi-rigide de secours. 

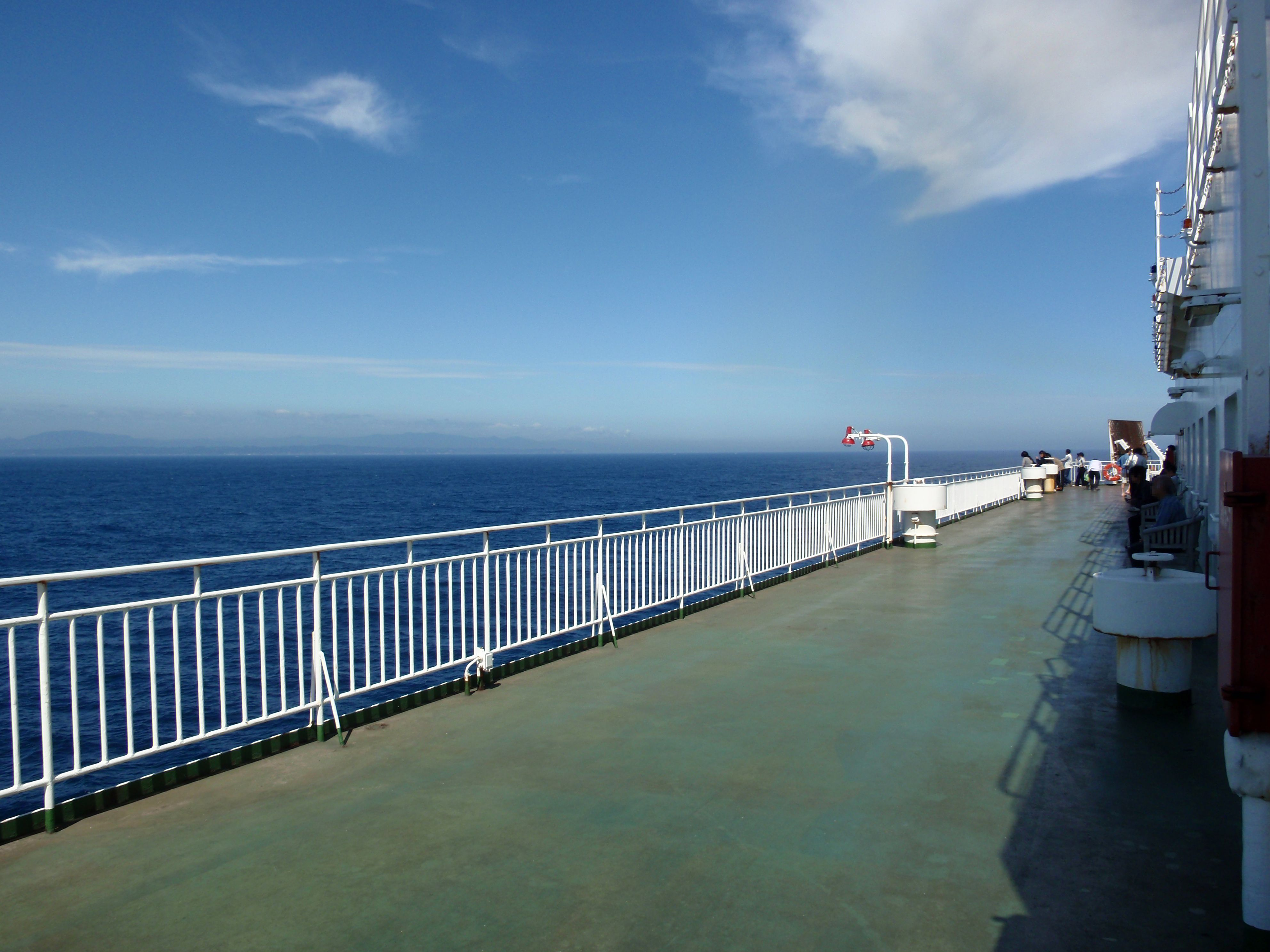
Ponts extérieurs.

## Lignes desservies
Pour Higashi Nihon Ferry puis MOL Ferry, le navire était essentiellement affecté aux liaisons avec l'île d'Hokkaidō depuis la côte Pacifique d'Honshū. Au début de sa carrière, le navire reliait Ōarai à Muroran puis également à Tomakomai à partir de 2002. À compter de 2007 pour la compagnie MOL Ferry, il ne dessert plus que Tomakomai.
Depuis 2018, le Mutiara Berkah II navigue dans l'archipel indonésien entre les îles de Java et Sumatra.